# 辰巳奈都子
辰巳 奈都子（たつみ なつこ、1988年1月21日 - ）は、日本の女優、タレント、元グラビアアイドル。所属事務所はトヨタオフィスを経てワンエイトプロモーション。

## 来歴・活動
福岡県生まれ、東京都福生市育ち。
2004年芸能界デビュー。テレビコマーシャルや企業ポスターなどに出演。2006年からはアイドルユニット「桜（もも）mint's」のメンバーとして活動。2007年にはミスFLASH2007グランプリを獲得。稲生美紀に続き2代目。
2016年12月11日のブログで、翌2017年1月を以って撮影会モデルを卒業することを発表、翌2017年1月28日がラスト撮影会となった。また翌2017年1月2日のブログで「事情により今までのようにグラビアDVDなどのお仕事をするのが難しくなってしまう」として、グラビアアイドルからも事実上卒業することを報告したが、2019年1月27日発売の写真集『N30』でグラビアの仕事に復帰した。

## 人物
- 父親はわたみん家の西日本の営業部長であり、本人もワタミが主催している「北海道自然学校」の1期生である[14]。
- 幼少よりエレクトーンを、小学生時代にチューバ、中学生時代からトロンボーンを経験する。絶対音感を持つ。吹奏楽関係の作品に出演することが多い。『スウィングガールズ』には、小林陽子（トロンボーン）役で出演。ビッグバンドとしてのスウィングガールズにおいては中低音域を担当。メンバー中最年少で「エピソードに事欠かない問題児」と共演者・スタッフから評される。また、『ビートキッズ』では、タカタカ（吹奏楽部員）役で出演。
- 腰の関節が柔軟でしなやかである。それを大いに生かして、ウエストのくびれを強調するポーズが得意である。エビぞり後屈をすると、頭と足の裏が楽にくっつく。
- 『ゴッドタン』に出演した際、大喜利形式のコーナーでおぎやはぎの小木博明を圧倒。以降おぎやはぎに『大喜利の天才』と呼ばれ、『おぎやはぎのメガネびいき』にゲスト出演し、「女だらけの大喜利大会」にて優勝を果たした。
- 『ゴッドタン』の「M女オーディション」にて生来のドMぶりを遺憾なく発揮、審査委員長の有吉弘行から「マダムMフライ」とのアダ名を拝受する。
- モデルの仲村美香は中学校時代の同級生[15]。

## 主な出演作品

### テレビドラマ
- 野ブタ。をプロデュース（2005年、日本テレビ） - 宮里亜沙子 役
- ガチバカ!（2006年、TBS） - 船木多香子 役
- 中居正広の金曜日のスマたちへ 「金スマ波瀾万丈 松居一代」（2006年8月、TBS） - 松居一代 役
松居が前夫と出会い、夫の浮気に苦しみながらもアトピー性皮膚炎の長男と前向きに闘病する姿を演じた。
- 拝啓トリュフォー様〜テレビドラマのつくり方〜 （2008年、テレビ朝日） - 中野咲 役
- ケータイ捜査官7 第13・14話（2008年、テレビ東京） - 影山弥生 役
- ケータイ捜査官7 『ミッドナイトセレクション』（2008年11月4日 - 25日、テレビ東京） - 影山弥生 役
- 嬢王Virgin（2009年、テレビ東京） - 水城沙羅 役
- PureBoys The Pure（2009年、BSフジ） - 佐々木真奈美 役
- 歌セラ（2010年、テレビユー山形）
- 華和家の四姉妹 第7話（2011年8月21日、TBS）
- SHIBUHARA GIRLS2（2011年12月4日 - 2012年2月26日、MTV） - 辰巳奈都子 役

### バラエティ番組

#### 日本テレビ系
- 踊る!さんま御殿!!（2023年11月21日・2009年8月25日、日本テレビ） - ゲスト
- ぐるぐるナインティナイン（2012年7月5日、日本テレビ）
- 不可思議探偵団（2010年7月19日 、日本テレビ）
- 浜ちゃんが!（2009年2月2日、読売テレビ） - ゲスト
- 今夜は芸人が超本気!最強デュエット歌合戦パート4（2008年7月17日、日本テレビ） - ゲスト
- CMアカデミー2008（2008年7月5日、日本テレビ） - ゲスト
- 3人協力クイズ!シャムロック（2008年6月21日、日本テレビ） - ゲスト
- なるトモ!（2008年5月13日、読売テレビ） - ゲスト
- ラジかるッ（2007年12月21日・2008年4月15日、日本テレビ） - ゲスト

#### フジテレビ系
- アウト×デラックス（2018年11月29日フジテレビ） - ゲスト
- ドラゴンレイディ（2013年3月28日、フジテレビ）
- 鍵穴7（2010年9月29日、フジテレビ）
- ランキンくえすと（2010年4月5日 - 8日 、関西テレビ）
- 鍵穴6（2010年3月24日、フジテレビ）
- さんタク（2010年1月3日、フジテレビ） - 『さんまの恋人お見合い』ゲスト
- 鍵穴5（2009年9月29日、フジテレビ）
- 鍵穴4（フジテレビ）（2009年3月25日）
- プライスバラエティ ナンボDEなんぼ（2009年3月7日・14日・5月9日・16日・10月10日・12月12日・19日、関西テレビ） - ゲスト
- 鉄筋base（2009年2月17日、関西テレビ） - ゲスト
- カスペ!「超ド級!世界のありえない映像博覧会」（2009年1月9日、フジテレビ）
- チュートリアルのチューして!（2008年12月1日、関西テレビ） - ゲスト
- カスペ!「今、絶対食べたくなる最強グルメ86連発!」（2008年11月18日、フジテレビ） - スタジオゲスト
- 鍵穴3（2008年10月10日、フジテレビ）
- たかじん胸いっぱい（2008年8月9日・10月25日、関西テレビ） - ゲスト
- オッチモ!（2008年10月12日、関西テレビ） - ゲスト
- 南パラZ!（2008年5月16日・6月27日・11月25日・12月30日、関西テレビ） - ゲスト
- チュートリアルのチューして!（2008年4月21日、関西テレビ） - ゲスト
- 鍵穴2（2008年3月27日、フジテレビ）
- カスペ!「世界のどっきり!ワールドカップGP」（2008年3月18日、フジテレビ）
- 鍵穴（2007年12月27日、フジテレビ）
- プレミアの巣窟（2007年10月 - 2008年3月、フジテレビ） - プレミアンガールズ

#### テレビ朝日系
- 劇団ひとりの新番組を考える会議（2011年9月12日、テレビ朝日）
- キャくれ家（2010年2月12日、朝日放送） - アシスタント
- ドスペ2「めっけもんLocal」（2009年11月21日、テレビ朝日） - ゲスト
- コヤブ未来プロジェクト「クイズ!ダウトレンド」（2009年8月19日・10月20日、朝日放送）
- 世間のものさし検証バラエティ メジャーリーグ（2009年2月2日、朝日放送）
- ロンドンハーツ・2008秋の3時間スペシャル（2008年10月14日、テレビ朝日） - ゲスト
- クイズ!紳助くん（2008年6月30日、朝日放送） - ゲスト
- ブルブルアンタッチャブル（2008年2月29日・3月14日、朝日放送） - アシスタント
- 週刊プレイガール（2007年10月 - 2008年3月、テレビ朝日） - プレイガール

#### テレビ東京系
- ざっくりハイボール（2012年5月5日・5月12日、テレビ東京）
- アリケン（2009年11月21日、テレビ東京） - ゲスト
- DANCE@TV（2009年10月2日 - 2010年3月19日、テレビ東京） - レギュラー
- 今夜もドル箱（2009年9月1日、テレビ東京） - ゲスト
- キンコンヒルズ（2009年3月12日・19日、テレビ東京） - ゲスト
- 地球調査船アメディゾン（2008年6月4日、テレビ東京） - ゲスト
- 千原ジュニアの携帯100文通（2008年4月26日、テレビ東京）
- 所さんの学校では教えてくれないそこんトコロ!（2008年4月25日、テレビ東京） - ゲスト
- タカトシの空飛ぶチェリーパイ（2008年3月25日、テレビ東京） - ゲスト
- ゴッドタン（2008年3月5日・12日・5月28日・11月12日・2009年7月15日・10月7日・2010年12月8日、テレビ東京） - ゲスト
- やりすぎコージー（2006年10月 - 2007年3月、テレビ東京） - 4代目やりすぎガール

#### TBS系
- イチハチ（2010年7月28日、TBS系）
- よゐこ部（2009年6月16日・10月20日・2010年1月12日・19日・4月20日・10月5日、毎日放送）
- スピードワゴンと裸の××アイドル（2008年3月20日、TBS BooBo BOX・TBS） - ゲスト
- ジャイケルマクソン（2008年10月15日、毎日放送） - ゲスト
- 明石家さんちゃんねる（2007年3月7日、TBS） - ゲスト

#### その他
- 原口あきまさの今がぱちドキッ！（2013年5月15日・22日、TOKYO MX）
- 白黒アンジャッシュ（2013年4月23日・5月14日、千葉テレビ）
- 女神降臨#28（2011年10月、MONDO TV）
- 美女動画（2011年2月、北海道テレビ放送）
- ワケありバンジー（2010年、U局）
- バナナマンのブログ刑事 （2010年6月29日 、東海テレビ）
- あげテンッ（2010年1月14日、3月11日、東海テレビ） - ゲスト
- 水野キングダム（2007年4月 - 9月、TOKYO MX） - レギュラー
- ムービーポルテ（2007年12月 - 2008年3月、BSイレブン） - レギュラー
- 誘惑のマーメイド（MONDO21）
- チャンス ドビュッシー（2008年4月 - 9月、BSジャパン） - レギュラー
- お台場お笑い道（2008年9月13日、フジテレビONE） - ゲスト
- 愛しの仕事さま。（2008年11月3日、BS-i） - ゲスト
- みたらしマンゴー（テレビ埼玉） - ゲスト
- プロモる〜む（2009年4月 - 2010年4月、スカパー!プロモ・e2プロモ） - レギュラー
- チュー'sDAYコミックス 侍チュート!（2009年5月19日・26日、毎日放送） - ゲスト

### ラジオ
- JBRプレゼンツ プレラジ（InterFM） - レギュラー（2009年9月 - 12月）
- 田原俊彦 Double-T リラックスタイム (インターネットラジオ） - レギュラー（2011年6月24日 - ）
- MARUHAN presents 7’s HEAVEN music mixx！！（InterFM） - ゲスト（2012年1月23日 - 27日）

### インターネット番組
- コイカツ　恋愛ノウハウトークライブvol.2（マシェリバラエティ　マシェバラ 2011年7月1日）
- パナソニックVIERA ＆ DIGA 新製品レポート（USTREAM 2012年2月15日）
- 癒されたい男　配信限定版（2019年5月23日、Paravi） - 健康良美 役

### 映画
- スウィングガールズ（2004年）- 小林陽子 役
- ビートキッズ（2005年）- タカタカ 役
- ヘイジャパ（2008年） - ミカ 役
- ヒトリマケ（2008年） - ホステス役
- すんどめ4（2009年） - 滝川先輩 役

### 舞台
- 眠狂四郎無頼控 - 石動彩乃 役
  - 2010年5月14日 - 28日、日生劇場
  - 2010年9月28日 - 10月20日、大阪 新歌舞伎座
  - 2010年11月20日 - 12月2日、名古屋 中日劇場
  - 2010年12月7日 - 10日、福岡 サンパレス
  - 2010年12月19日 - 23日、札幌 ニトリ文化ホール
  - 2011年1月10日 - 15日、広島 広島市文化交流会館
  - 2011年1月20日 - 25日、仙台 東京エレクトロンホール
  - 2011年2月16日 - 27日、東京凱旋公演 東京国際フォーラム ホールC

### CM
- 興和 新ウナコーワクール もろこしヘッド（2004年）
- 東洋水産 マルちゃん赤いきつねと緑のたぬき 「年越し」篇（2004年）
- 北都銀行（2004年 - 2006年）
- ネクソンジャパン テイルズウィーバー 「美容室篇」、「カフェ篇」（2008年）
- アイ・キューピット マスコットガール（2009年）
- ソニーエリクソンXperia™ acro HD SO-03D　「スラックライン編」（2012年）
- プレミアグループ（2013年）

### インターネット
- インスピQ - ウェイバックマシン（2006年4月8日アーカイブ分） - OCNオリジナルの脳トレできる無料動画番組
- パナソニックVIERA ＆ DIGA 新製品レポート - USTREAM生放送（2012年2月15日放送）

### PV
- 麒麟 - 「シェルディ」（2006年）
- マキシマムザホルモン - 「絶望ビリー」（2007年）
- BEAT CRUSADERS - 「GHOST」（2007年）
- TUBE - 「Touch Happy!」（2011年）

### その他
- 温水洋一・吉田照美の気弱な男の反抗術〈家庭編〉（2009年6月4日） バラエティDVD
- 抜け忍（2009年8月28日） VシネマDVD
- 淳二稲川のねむれない怪談1（2009年9月16日） バラエティDVD
- すんドめ4 The Final（2009年11月6日） VシネマDVD
- 辰巳奈都子×次原かな×谷桃子 グラビアアイドルのありえないDVD（2010年1月22日、イーネット・フロンティア） バラエティDVD

## リリース作品

### DVD
- スウィングガールズ ファースト&ラスト コンサート（2005年4月6日、ポニーキャニオン）
- Touch me （2007年3月9日、竹書房）
- ラグジュアリー （2007年9月20日、イーネット・フロンティア）
- Amabile （2007年12月21日、リバプール）
- Cafe' Latte （2008年2月22日、リバプール） - 大友さゆりとのコラボ
- Take Off! （2008年4月25日、ぶんか社）
- JUICY! （2008年8月29日、リバプール）
- Treasure （2008年11月26日、リバプール）
- Pastime （2009年2月20日、イーネット・フロンティア）
- ひとナツの恋 （2009年6月26日、竹書房）
- 月刊辰巳奈都子「LOVE NO TOUCH」（2009年10月23日、イーネット・フロンティア）
- PLEASE×3〜小悪魔なっちゃん&マンゴー乳青島編〜（2009年10月23日、リバプール） - 青島あきなとのコラボ
- 大好きだよ （2010年2月6日、ワニブックス）
- Grooving (2010年5月22日、トリコ)
- ナツコイ (2010年8月20日、ラインコミュニケーションズ)
- 完全監視（2011年4月27日、イーネット・フロンティア）
- Twenty Four（2012年1月27日、category）
- 眠狂四郎無頼控（2012年3月13日、講談社）
- tatsumi（2012年4月25日、Air control）
- 美艶華（2015年1月30日、グラッソ）
- うらはら（2015年11月20日、イーネットフロンティア）
- 万華鏡（2016年3月25日、グラッソ）

### 写真集
- mixナッツ（2007年7月14日、アスコム、撮影：矢西誠二）ISBN 978-4-7762-0441-1
- Take Off!（2008年5月、ぶんか社、撮影：小塚毅之）ISBN 978-4-8211-2691-0
- フラジティー(サブラDVDムック)（2008年12月、小学館、撮影：西條彰仁）ISBN 978-4-09-103065-8
- 月刊辰巳奈都子罪と罰/罪(SHINCHO MOOK 116)（2009年5月、新潮社、撮影：野村佐紀子）ISBN 978-4-10-790202-3
- 月刊辰巳奈都子罪と罰/罰(SHINCHO MOOK 117)（2009年5月、新潮社、撮影：野村佐紀子）ISBN 978-4-10-790201-6
- メモリー（2010年1月30日、ワニブックス、撮影：中山雅文）ISBN 978-4-8470-4240-9
- N30（2019年1月27日、ワニブックス、撮影：笠井爾示）ISBN 978-4847081903

### デジタル写真集
- 辰巳奈都子 デジタル写真集 Part1 「誘惑」（アスペクトデジタルメディア）
- 辰巳奈都子 デジタル写真集 Part2 「挑発」（アスペクトデジタルメディア）